# روزی که دنیا را تکان داد
روزی که دنیا را تکان داد (صربی‌کرواتی: Sarajevski atentat) این فیلم دربارهٔ ترور آرشیدوک فرانتس فردیناند و همسرش سوفی خوتک در سارایوو در سال ۱۹۱۴ و شروع جنگ جهانی اول بلافاصله پس از آن است.